# Billboard China Airplay
Billboard China Airplay je službena kineska ljestvica singlova koju jednom tjedno izdaje Billboard Kina. Kao kriterij za sastavljanje ljestvice uzima se broj emitiranja stranih pjesama na radijskim postajama širom Kine.
Lista je osnovana u tjednu 29. travnja 2019. godine, a prva pjesma koja je dospjela na prvo mjesto ljestvice bila je "ME!" koju izvode Taylor Swift i Brendon Urie.

## Vanjske poveznice
- Službene stranice  Arhivirana inačica izvorne stranice od 15. rujna 2019. (Wayback Machine)